# Twinsburg
Twinsburg ist eine City im Summit County, Ohio, Vereinigte Staaten, ungefähr in der Mitte zwischen Akron und Cleveland gelegen. Twinsburg ist ein Teil der Akron-Metropolregion. Das U.S. Census Bureau ermittelte bei der Volkszählung 2020 eine Einwohnerzahl von 19.248.

## Geschichte
Im Jahr 1817 war der 16-jährige Ethan Alling der erste Siedler in diesem Gebiet. Er sollte das 1,6 Quadratkilometer große Land bewirtschaften, das seine Eltern im Township 5 in der 10. Reihe der Connecticut Western Reserve von der Connecticut Land Company gekauft hatten. Die Gegend war damals auch als Millsville bekannt. Alling wurde später Postkutscher und Postmeister der Gegend und betrieb an der Poststation ein Hotel. Geboren am 13. August 1800, starb er im Jahr 1882 in Twinsburg.
Bekannt wurde das Township durch die Zwillingsbrüder Moses und Aaron Wilcox, die im Jahr 1819 16 Quadratkilometer Land gekauft hatten. Sie begannen das Land zu entwickeln und boten Parzellen zu niedrigen Grundstückspreisen an, was weitere Siedler anlockte. Sie stifteten auch Land für den Marktplatz und die Schule. Als sie 20.000 Dollar für die Errichtung der Schule zur Verfügung gestellt hatten, wurde die Siedlung zu ihren Ehren von Millsville in Twinsburg umbenannt.
Es wird erzählt, dass nur die nächsten Freunde die Zwillinge voneinander unterscheiden konnten. Sie besaßen das gesamte Land gemeinsam und arbeiteten ihr Leben lang zusammen. Sie heirateten Schwestern und hatten beide dieselbe Anzahl von Kindern. Im Alter hatten sie die gleichen Krankheiten und starben nacheinander im Zeitabstand von wenigen Stunden. Sie wurden im selben Grab auf dem Locust Grove Cemetery in Twinsburg beigesetzt. 
Die Twinsburg Historical Society, gegründet 1963, besitzt einige historische Gebäude, in denen Möbel und Gerätschaften aus der Pionierzeit gezeigt werden. Die Freeman-Scheune, im Eigentum der Historical Society, war eine der letzten, die von dem Schriftenmaler Harley Warrick mit dem Schriftzug des bekannten Mail Pouch Tobacco, einem Kautabak, bemalt worden war. Nach dem Tod Warricks, der in seinem Leben 20.000 Scheunen mit Werbeaufschriften versehen hatte, stellte die Firma die Werbung auf landwirtschaftlichen Gebäuden entlang der Landstraßen ein.

## Twins Days
Twins Days ist das Festival der Stadt Twinsburg, das seit 1976 jeden Sommer stattfindet. Dieses Festival ist ein Treffen für biologische Zwillinge (auch für Drillinge und andere Mehrlinge). Mit tausenden Teilnehmern ist es inzwischen das größte jährliche Treffen von Zwillingen aus aller Welt. Es umfasst Wettbewerbe für Zwillingspaare, Talentshows und eine Parade durch die Ravenna Road (die frühere Ohio State Route 14). Das Festival findet jährlich am ersten Wochenende im August statt.